# Benkepatony
Benkepatony (szlovákul Benkova Potôň)  Felsőpatony településrésze, korábban önálló falu Szlovákiában, a Nagyszombati kerületben, a Dunaszerdahelyi járásban.

## Fekvése
Dunaszerdahelytől 9 km-re északnyugatra található.

## Története
1439-ben "Benkepathon" néven említik először, a gellei uradalom igazgatása alatt állt. 1574-ben 14 család élt a faluban. 1720-ban 9 adózó háztartása volt. 1828-ban 49 házában 351 lakos élt. Lakói mezőgazdasággal foglalkoztak.
Vályi András szerint "Benke Patony. Magyar falu Poson Vármegyében, földes Ura G. Pálfy Uraság, lakosai katolikusok, és reformátusok, fekszik Löger Patony, és Csécsény Patonyhoz is közel, határja 2 nyomásbéli, ’s leginkább tiszta rozsot terem, réttye, legelője van, piatza Somorján, a’ Duna mossa határját, szigettye is vagyon."
Fényes Elek szerint "Patony (Benke), magyar falu, Poson vgyében: 235 kath., 120 ref., 1 zsidó lak., ref. filial. szentegyházzal.
" 
A trianoni békeszerződésig Pozsony vármegye Dunaszerdahelyi járásához tartozott. 1938 és 1944 között – az I. bécsi döntés következtében – ismét magyar fennhatóság alá került. 1940-ben Felsőpatony néven Lögérpatonnyal egyesítették.

## Népessége
1910-ben 320, túlnyomórészt magyar lakosa volt.
2001-ben Felsőpatony 1872 lakosából 1757 magyar és 105 szlovák volt.